# Пунгіно
Пу́нгіно (рос. Пунгино) — присілок у складі Верхошижемського району Кіровської області, Росія. Адміністративний центр Пунгінського сільського поселення.
Населення становить 363 особи (2010, 402 у 2002).
Національний склад станом на 2002 рік — росіяни 93 %.